# Colonia 18 de Diciembre
Colonia 18 de Diciembre är en ort i Mexiko.   Den ligger i kommunen Apaseo el Alto och delstaten Guanajuato, i den centrala delen av landet, 190 km nordväst om huvudstaden Mexico City. Colonia 18 de Diciembre ligger 1 842 meter över havet och antalet invånare är 135.
Terrängen runt Colonia 18 de Diciembre är kuperad åt sydväst, men åt nordost är den platt. Runt Colonia 18 de Diciembre är det ganska tätbefolkat, med 207 invånare per kvadratkilometer. Närmaste större samhälle är Celaya, 19,4 km väster om Colonia 18 de Diciembre. Trakten runt Colonia 18 de Diciembre består till största delen av jordbruksmark.